# Prémio IHRU
O Prémio IHRU é uma distinção anual atribuída pelo Instituto da Habitação e da Reabilitação Urbana, I.P.(IHRU, IP), desde 2007, constituindo uma referência no sector da construção de empreendimentos de habitação de interesse social, na reabilitação isolada de imóveis, na reabilitação ou qualificação de espaço público e na reabilitação integrada de conjuntos urbanos.

O Prémio IHRU é herdeiro de uma longa tradição que remonta a 1989 e que vem do Instituto Nacional de Habitação - Prémio INH, e do Instituto de Gestão e Alienação do Património Habitacional do Estado - Prémio RECRIA.

O Prémio IHRU, de natureza não pecuniária, consiste na atribuição de menções de prestígio assinaladas através de troféus, diplomas e placas distintivas para afixação nos locais, por cada uma das suas variantes e linhas. Podem ainda ser atribuídas menções honrosas, em cada uma das linhas das duas variantes do Prémio IHRU, destacadas mediante a entrega de diplomas.

## Objectivo
O Prémio IHRU tem como objetivos:

- Valorizar e promover a divulgação do trabalho desenvolvido pelos promotores de habitação de interesse social, bem como o das entidades públicas e privadas ao nível da reabilitação do património habitacional, do espaço público e na implementação de operações integradas de reabilitação;
- Promover a disseminação de boas práticas;
- Contribuir, através do conhecimento de experiências inovadoras, para a contínua adaptação a novas situações;
- Contribuir para que a imagem dinâmica destes processos façam interessar cada mais os promotores públicos e privados, bem como a sociedade civil em geral, na prossecução de intervenções de qualidade ao nível da habitação de interesse social e na proteção, recuperação e revitalização do património edificado e sua envolvente, com especial destaque para a qualidade ambiental;
- Promover o interesse de todos os intervenientes nestes setores especializados da construção civil e incentivar a sua apetência e preparação técnica para este tipo de trabalhos;
- Assegurar, através da divulgação das melhores intervenções também na perspetiva técnico-económica, o interesse do cidadão em geral pela preservação e revitalização do património habitacional e dos centros urbanos históricos;
- Apoiar o estudo e a investigação aplicada de novas tecnologias, promovendo a sua utilização na habitação de interesse social, bem como a investigação das tecnologias específicas de cada época de construção dos edifícios e sua divulgação como memória da comunidade;
- Contribuir para a divulgação de melhorias sociais obtidas quer através de acesso a habitação com padrões de qualidade garantidos, quer pelo aumento do valor de vizinhança que a revitalização do parque edificado e a reabilitação do espaço público permitem.

## Variantes
Com o objectivo de dar continuidade aos anteriores prémios INH e RECRIA, mas agora em novos moldes correspondendo à filosofia que presidiu à criação do IHRU, IP, o Instituto organiza o Prémio IHRU de Construção e Reabilitação, que consiste na atribuição de distinções a empreendimentos de habitação de interesse social e a obras de reabilitação urbana. O prémio IHRU encontra-se assim estruturado em duas variantes, a de Construção e a de Reabilitação, cada uma com linhas específicas.

## Critérios de seleção
Os critérios de seleção diferem de acordo com a variante a concurso:

Neste sentido, na apreciação das candidaturas à varuante Construção, são ponderados pelo júri, os seguintes itens:

- A salvaguarda e valorização da qualidade da paisagem global;
- O modelo e a integração urbanística, com a compreensão da aptidão dos espaços e valores naturais e culturais existentes;
- A imagem e a organização arquitetónica;
- A compatibilização das instalações e equipamentos (interiores e exteriores);
- As técnicas e a racionalidade construtiva, integrando valores de caracterização local e aplicando soluções, tecnologias e materiais amigos do ambiente, que reduzam o consumo de energia;
- O garante de acessibilidade e mobilidade na utilização do espaço público e do espaço edificado;
- A apropriação pelos utilizadores.

Na apreciação das intervenções apresentadas a concurso na variante Reabilitação e consoante as linhas em causa, o júri pondera os seguintes elementos:

- A extensão da reabilitação;
- A valorização da qualidade da paisagem urbana;
- A interligação funcional com os espaços e com os valores naturais e culturais existentes;
- A compatibilização da intervenção com as demais utilizações na área urbana de influência;
- A imagem e modelo organizacional adotado;
- As técnicas e a racionalidade construtivas, integrando valores de caracterização local e aplicando soluções, tecnologias e materiais amigos do ambiente, que reduzam o consumo de energia;
- O garante da acessibilidade e mobilidade na utilização do espaço público e do espaço edificado;
- A apropriação pelos utilizadores;
- O caráter inovador da reabilitação.

Todos estes fatores, ainda que devidamente ponderados e avaliados per si, são considerados globalmente, de tal modo que é sobre a sua harmonização e equilíbrio no conjunto que incide a avaliação final, tendo em conta a maior premência de acréscimo de qualidade global do ambiente e das paisagens humanizadas.

## Júri
O Júri é composto por;

- uma personalidade de reconhecido mérito,a indicar pelo Conselho Directivo do IHRU, que preside ao júri;

- um membro do Conselho Diretivo do IHRU, que substitui o Presidente do Júri, na sua ausência;

- Coordenador do Prémio do IHRU;

- um representante designado por cada uma das seguintes entidades;

- Laboratório Nacional de Engenharia Civil - LNEC

- Ordem dos Arquitectos - OA

- Ordem dos Engenheiros - OE

- Associação Portuguesa dos Arquitetos Paisagistas - APAP

O Coordenador do Prémio IHRU e mais dois técnicos, nomeados pelo Conselho Diretivo do IHRU, IP, constituem uma Comissão Técnica que identifica, mediante análise da documentação remetida nas candidaturas, ou visitas aos empreendimentos concorrentes, as intervenções com qualidade suficiente para serem propostas ao júri.

O Júri delibera em reunião privada por maioria simples de votos dos membros presentes, possuindo o Presidente voto de qualidade em caso de empate.